# Beaumaris Castle

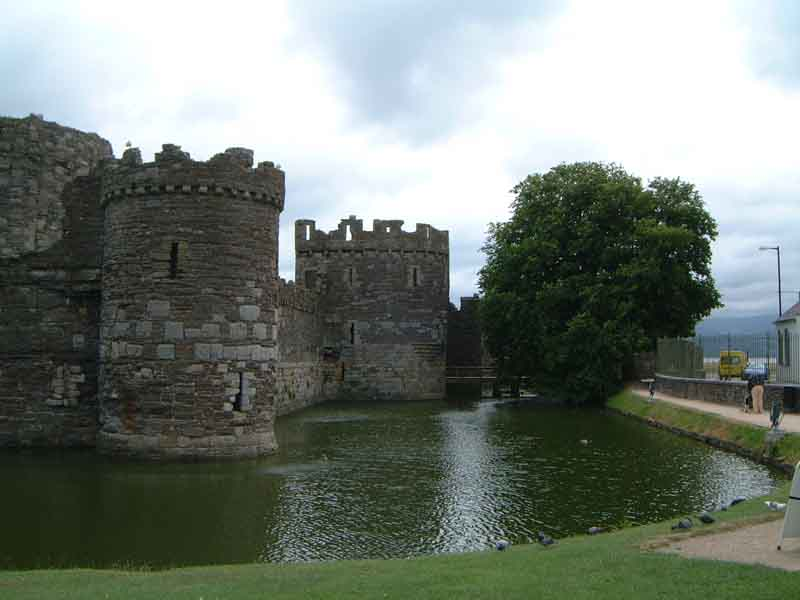
Borgen med vallgrav.

Beaumaris Castle är en borg i den nordöstra delen av Beaumaris på ön Anglesey i norra Wales. Den började uppföras av kung Edvard I 1295 för att stärka det engelska försvaret. Liksom många av de övriga befästningarna som började att byggas blev Beaumaris aldrig helt färdigställt. Idag kan man besöka ruinerna efter slottet.
Borgen är ett typexempel på koncentrisk borg och typisk för brittisk medeltida militärarkitektur.